# 전자의무기록

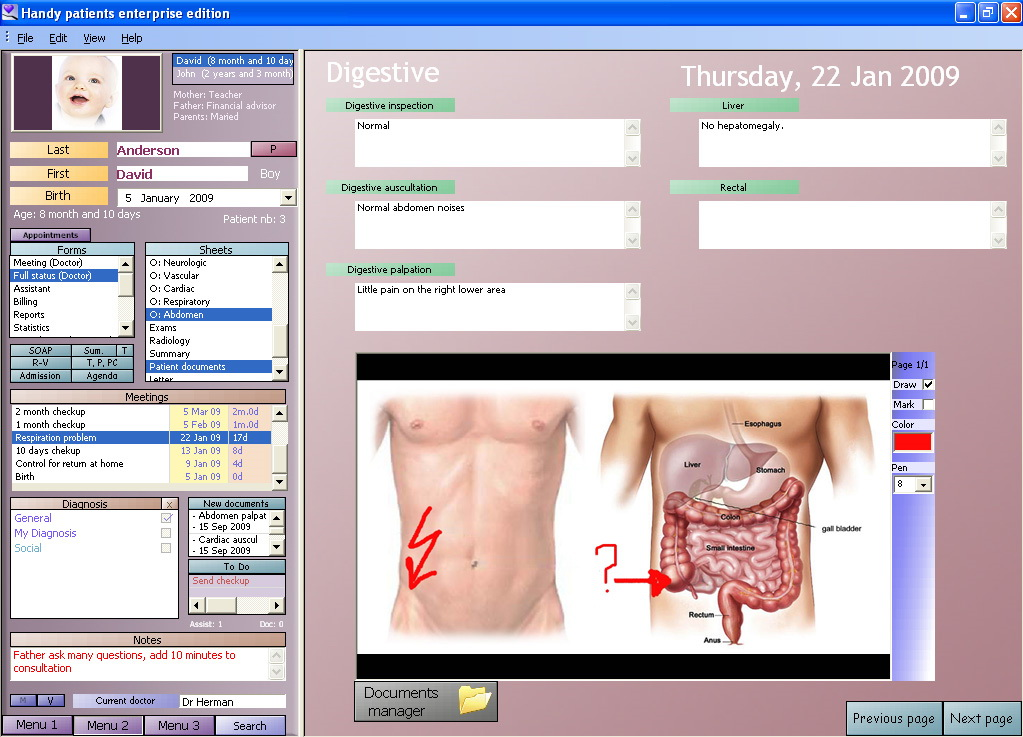
전자건강기록의 보기 예시

전자건강기록(영어: Electronic Health Records, EHR)은 디지털 형태로 체계적으로 수집되어 전자적으로 저장된 환자 및 인구의 건강정보이다. 이러한 기록은 서로 다른 헬스케어 환경에서 공유될 수 있다. 기록들은 네트워크로 연결된, 엔터프라이즈 규모의 정보시스템 및 다른 정보 네트워크와 교환을 통해 공유된다. EHR은 인구통계학, 병력, 약물복용 및 알레르기. 예방접종 상태, 검사실 검사결과, 영상의학 이미지, 생체징후, 나이와 성별 같은 개인적인 통계, 그리고 청구정보를 포함하는 일정 범위의 데이터를 포함할 수 있다.
10년전 전자건강기록(EHR)은 진료의 품질을 높이는 핵심적인 것으로 알려졌었다. 오늘날 의료제공자들은 품질 결과를 향상시키기 위해서 진료관리 프로그램을 통해 환자기록의 데이터를 사용하고 있다. 시스템의 건강정보를 통해 여러 종류의 임상 데이터를 결합하는 것은 임상의가 만성적으로 아픈 환자들을 식별하고 분류하는 것을 돕고있다. EHR은 고위험 환자들의 입원을 막기위해 데이터와 분석을 이용하여 진료 품질을 향상시킬 수 있다.
전자건강기록 시스템은 데이터를 정확하게 저장하고 시간에 따라 한 환자의 상태를 수집하도록 설계되었다. 이것은 환자의 이전 종이의무기록을 추적할 필요성을 제거하고 데이터가 정확하고 적법하다는 것을 보장하는 것을 지원한다. 이것은 단지 하나의 수정가능한 파일이 있는 것처럼 데이터 복제의 위험성을 줄일 수 있는데, 이것은 그 파일이 가장 최신이고 종이작업을 잃어버리는 위험을 줄인다는 것을 의미한다. 검색가능한 디지털 정보이고 하나의 파일이기 때문에, 한 환자의 가능한 추세와 장기적 변화를 검사하기 위한 의료데이터를 축출할 때, 전자의무기록(Electronic Medical Record, EMR)은 더 효과적이다. 광범위한 EHR과 EMR의 도입은 또한 의무 기록의 인구학 기반의 연구를 촉진할 수 있다.

## 용어
전자건강기록이라는 용어는 비록 현재 정의되는 모델들 간의 차이가 있지만, 전자환자기록(Electronic Patient Record,EPR)과 전자의무기록과 자주 혼용되어 사용된다. 전자건강기록(EHR)은 개별 환자 또는 인구의 평생에 걸친 전자건강기록의 수집물이다. 반대로 EMR은 병원과 외래의 특정한 진료환경에서 의료제공자에 의해 생성된 환자기록이며 이것은 EHR을 위한 데이터 소스로 제공될 수 있다.
반대로 개인건강기록(PHR)은 개별적인 환자가 관리하는 전자적으로 개인의 의료데이터를 기록하는 것이며, 건강제공자이 사용가능할 수도 있다.

## 종이기반 기록과 비교
종이기록에 대한 전자건강기록의 우월성에 대한 상당한 논란이 여전히 있지만, 연구문헌은 장점과 단점에 대한 좀 더 현실적인 그림을 그리고 있다.
전자의무기록의 도입에 의해 얻어진 향상된 투명성과 이식성, 접근가능성은 헬스케어전문가에 의한 액세스의 편이성을 증대할 수 있으나, Health Information and Accessibility Act(HIPAA)에 포함된 전자의무기록을 위한 늘어난 보안요구사항과 EMR 사용자에 의해 보고된 비밀 기록의 대규모 누출에 의해 인정된 것처럼 종이의무기록에 비해서 인가되지 않은 개인 또는 비양심적인 사용자에 의해 도난당한 정보의 양 또한 증가할 수 있다. 보안에 대한 문제가 도입에서 보이는 저항에 기여하게 된다.
수기로 작성된 의무기록은 읽기 어려울 수도 있고, 의료 과실을 일으킬 수 있다. 사전출력서식과 약자의 표준화, 필적의 표준은 종이의무기록의 신뢰성을 높이기 위해 권장된다. 전자기록은 서식과 용어체계, 데이터 입력의 표준화에 도움이 될 수 있다. 서식의 디지털화는 역학과 임상연구를 위한 데이터 수집을 촉진시킨다 그러나 표준화는 실제 현장에서는 문제를 발생시킬 수도 있다. 전반적으로 자동화된 노트와 기록, 오더 엔트리, 임상의사결정지원을 지원하는 EMRs을 보유한 곳이 더 적은 합병증, 더 낮은 사망율과 더 낮은 비용을 보여준다.
EMR은 (어느정도의 법적제한 안에서 - 아래를 참고) 지속적으로 업데이트되고 있다. 서로 다른 EMR 시스템 사이에 기록을 교환하는 완벽한 능력이 있다면("상호운용성(interoperability)"), 제휴관계가 없는 헬스케어 기관들 내에서 헬스케어를 전달하는 협력을 촉진할 것이다. 그리고 전자시스템의 데이터는 품질향상과 지원관리, 공공보건 전염병감시와 같은 문제에 있어서 통계보고를 위해 익명으로 사용될 수 있다. 그러나 컨텍스트에서 데이터를 제거하는 것은 어려운 일이다.

## 응급 의료서비스 (병원도착전 진료)
호주와 미국, 영국의 앰뷸런스 서비스에서는 EMR 시스템의 사용을 도입해왔다. 미국에서 EMS 방문내역은 NEMESIS(National EMS Information System) 표준을 준수하는 다양한 플랫폼과 업체를 이용하여 기록된다. 앰뷸런스에서 전자기록의 이점은 다음을 포함한다: 환자 데이터 공유, 상해/질병 예방, 향상된 전문응급구조사 교육, 임상표준의 검토, 향상 병원도착전 진료에 대한 연구 선택과 향후 치료방안들에 대한 설계, 데이터 기반의 결과 향상, 임상의사결정지원.
자동화된 앰불런스 의료서식의 수기인식 또한 성공적이었다. 예를 들어, Intermedix TripTix는 NEMESUS 3.3.4와 3.4.0 표준의 모든 엘리먼트 뿐만 아니라 Windows 장비 상의 모든 서식에 수기지원을 제공한다. 이러한 시스템들은 전통적인 종이기반 의무기록문서를 실질적으로 적은 비용으로 입력 시점에서 디지털로 변환하도록 한다. 그래서 데이터는 국가기준의 탈식별화를 포함한 역학분석을 위해 효율적으로 사용될 수 있다.

## 기술적 특징
- 디지털 포맷팅은 정보가 안전한 네트워크 상에서 사용되고 공유될 수 있도록 한다
- 진료(예. 처방)과 치료결과(예. 혈압) 추적
- 주의 및 알림 작동
- 오더와 보고서, 결과의 송수신
- 청구처리시간 감축 및 더 정확한 청구시스템 개발

건강정보교류(Health Information Exchange)
- 기관들 간의 전자적으로 정보가 이동할 수 있는 기술적 사회적 프레임워크

환자의 기록을 읽고 쓰기위해 EMR을 사용하는 것은 워크스테이션을 통해서 가능할 뿐만 아니라 시스템의 종류와 헬스케어 환경에 따라 수기로 입력가능한 모바일기기, 태블릿, 스마트폰을 통해서도 가능하다. 전자의무기록은 소비자가 보고 접근할 수 있는 EMR로부터 개인의 노트를 만들 수 있는 개인건강기록(Personal Health Record, PHR)를 액세스하는 것을 포함할 수도 있다.
몇몇 EMR 시스템은 전자건강기록의 환자데이터를 분석하여 이상반응 이벤트를 예측하고 검출하고 잠재적으로 예방함로써 자동적으로 임상이벤트를 감시한다. 여기에는 퇴원/전원 오더, 약국 오더, 영상의학결과, 검사실결과 및 지원서비스 또는 의료제공자 노트의 모든 다른 데이터를 포함한다. 이런 종류의 이벤트 모니터링은 주규모의 공공보건기관과 전자의무기록을 연결하는 루이지아나 공공보건정보교류를 이용해서 구축되어왔다. 이 시스템은 HIV/AIDS를 가진 어떤 환자가 12주 이상 진료를 받지 않으면, 의료제공자에게 알리게 된다. 이 시스템은 중요한 기회를 놓치는 횟수 획기적으로 줄였다.

## EHR에 대한 철학적 관점
이 분야의 체계적 고찰(systematic review)에는 EHR에 대한 많은 상이한 철학적 접근이 존재한다. 건강정보시스템 문헌들에서는 EHR을 환자에 대한 정보를 보유하는 컨테이너 그리고 이차적 이용(청구, 감사 등)을 위한 임상데이터의 수집용 도구로 본다. 그러나 다른 연구에서는 EHR을 사회기술적 시스템 내의 문맥화된 결과물(contextualised artifact)로 본다. 예를 들어 actor-network theory는 네트워크 내의 actant(행위자)로 보았지만, computer supported cooperative work (CSCW) 연구에서는 EHR을 특정 작업을 지원하는 툴로 보았다.
종이기록에 대하 EHR의 여러 가능한 장점들이 제안되었지만, 실무에서 달성될 수 있는 정도에 대해서는 논란이 있다.

## 구현, 최종 사용자 그리고 환자 고려사항

### 품질
여러 연구에서 EHR이 진료의 품질을 향상시키는지 여부에 대한 의문을 제기하고 있다. 2011년 New England Journal of Medicine에 발표된 당뇨병 치료에 관한 연구에서는 EHR을 사용하는 진료환경이 더 좋은 품질의 진료를 제공한다는 증거를 발견했다.
EMR은 결과적으로 진료 조정(care coordination)을 향상시키는데 도움이 될 수 있다. 해당분야 저널의 어떤 기사는 EMR을 사용하는 누구나 환자의 전체 챠트를 볼 수 있기 때문에 병력에 대한 고민과 여러 전문의들의 진료를 봐야하는 것을 줄이고 진료환경 간의 이전과정을 부드럽게 하며 응급상황에서 더 나은 진료를 받을 수 있다는 것을 제시한다. EHR은 또한 의사와 환자에게 검사결과에 대한 더 나은 액세스를 제공하고, 누락된 환자정보를 식별하며 예방서비스를 위한 근거기반의 권고사항을 제공함으로써 예방을 증진할 수도 있다.

### 비용
EHR의 고비용과 투자대비 수익의 관점에서 EHR을 도입했을 때 얻을 수 있는 가치에 대한 의료제공자의 불확실성이 EHR 도입에 중대한 영향을 준다. 미국 국가의료정보조정국(the Office of the National Coordinator for Health Information,ONC)에서 시작한 한 프로젝트에서, 설문조사자들은 EHR을 도입한 병원관리자와 의사들은 효율이라는 측면에서 얻어진 모든 것이 기술 구현에 따라 줄어든 생산성 뿐만 아니라 시스템을 유지해야하는 정보기술 직원의 증원의 필요에 의해 상쇄되었다라고 보고했음을 알게되었다.
미의회 예산국은 비용절감은 Kaiser Permanente와 같은 대규모의 통합된 기구에서만 발생하고, 소규모의 의원에서는 발생하지 않는다는 결론을 내렸다. 그들은 Rand Corporation의 비용절감의 추정에 대해 문제를 제기했다. "의원 기반의 의료인은 특히 그러한 제품을 구입하면 이득을 볼 수 없을 것이고 심지어 재정적 피해를 겪을 수도 있다. 비록 헬스IT의 사용이 EHR의 비용을 상쇄할 수 있는 대규모의 건강시스템에 대해서 비용절감으로 나타날 수도 있지만, 많은 의료인은 의원 유지비용을 낮출 수 없을 뿐만 아니라 그 비용을 지불할만큼 충분한 수입을 올릴 수도 없다. 예를 들어, 헬스IT의 사용이 중복된 진단검사의 횟수를 줄이지만, 효율의 향상이 많은 의료인의 수입을 증가시킬 수는 없을 것이다." 한 EHR 업체의 대표는 어떤 의료인이 의원에서 검사를 시행하면 그것이 수입을 줄일 수도 있을 것이라고 주장했다.
하버드 대학교, Wharton School of the University of Pennsylvania, 스탠퍼드 대학교, 그리고 다른 대학의 연구진들은 EHR을 통한 비용절감에 대해 의문을 제기해왔다.

### 시간
EMR을 구현하면 환자입원시 잠재적으로 환자의 식별시간을 줄일 수 있다. Annals of Internal Medicine의 한 연구는 EMR 도입이후 상대적으로 (130시간에서 60시간으로) 65%의 시간감축을 보여주었다.

### 소프트웨어 품질과 이용편의성 부족
매우 큰 US 헬스케어 IT 산업그룹인 Healthcare Information and Management Systems Society는 2009년에 EHR 도입률이 "다른 산업분야와 다른 선진국과 비교하여 특히 미국에서 기대보다 감소하였음"을 관측했다. EMR 구축시의 초기 비용과 사라진 생산성 와의 가장 큰 이유는 현재 이용가능한 EMR의 효율성 및 이용편의성의 부족이다." 미상무국의 National Institute of Standards and Technology은 2011년에 이용편의성에 대해 연구하여 헬스케어 종사자들이 보고한 여러 특별한 이슈들을 목록화하였다. 미국방부의 EHR인 AHLTA에 중대한 이용편의성 문제가 있음이 보고되었다. 그리고 BMC Medical Informatics and Decision Making에서 시행한 것과 같은 연구들에서도 비록 전자의무기록시스템의 구현이 일반의를 많이 지원하고 있지만, 여전히 전반적인 프레임워크의 재개정과 상당한 규모의 교육을 제공해야할 여지가 있다. 의료인-환자간 소통의 관점에서 EHR 이용편의성을 향상시키기한 노력을 해야한다는 것이 관찰되었다.
그러나 의료인이 스마트폰과 태블릿과 같은 모바일기술을 빠르게 포용하고 있다. 2012년 Physicians Practice의 설문조사에 따르면, 62.6%의 응답자들(1,369명의 의료인, 실무매니저 그리고 다른 헬스케어제공자들)은 일을 수행하는데 모바일기기를 사용하고 있다고 말했다. 모바일기기는 전자건강기록과 다 많이 동기화될 수 있어서 의료인들이 원격장소에서 환자기록에 접근할 수 있도록 해준다. 언제 어디서든 환자기록에 바로 접근할 수 있는 장점은 명확하지만, 많은 보안문제를 발생시킨다. 모바일시스템이 더 유행할수록, 실무에서는 보안대책과 환자 개인정보보호 법률들을 관리하는 포괄적인 정책을 필요하게 될 것이다.

### 하드웨어와 워크플로우 고려사항
헬스시설이 워크플로우를 문서화고 소프트웨어 솔루션을 선택할때, 최종사용자를 위한 하드웨어와 기기 기반구조의 지원을 고려해야만 한다. 직원과 환자들은 환자가 머물고 챠팅하는 워크플로우에 다양한 기기들을 가지고 참여할 필요가 있을 것이다. 컴퓨터, 랩톱, 태블릿, 마우스, 키보드, 모니터는 모두 사용될 수 있는 하드웨어기기이다. 다른 고려사항에는 작업대와 장비, 벽책장 또는 작업하는 최종사용자를 위한 관절형 지지대를 지원하는 것을 포함한다. 또다른 중요한 요소는 어떻게 모든 기기들을 물리적으로 보호하는가 그리고 어떻게 직원들이 EHR 챠팅을 위해 필요할 때 항상 기기들을 사용할 수 있도록 준비될 수 있을 것이다.
e헬스 중재의 성공은 구현전에 워크플로우를 완전히 이해하고 잠재적인 임상프로세스를 예측할 수 있는 도입을 추진하는 사람들의 능력에 전적으로 달려있다. 위와 같이 하지 못한다면, 서비스 전달에 큰 비용과 시간을 소비하는 중단이 발생할 수 있다.

### 의도하지 않은 결과
social informatics의 경험적 연구에 따르면, information and communications technology (ICT) 사용은 의도된 결과와 의미되지 않은 결과 모두를 발생시킬 수 있다.
미국에서 헬스케어 서비스를 제공하는 병원들에 인증을 제공하는 기관인 Joint Commission의 2008년 Sentinel Event Alert는 "건강정보기술(health information technology, HIT)과 '융합기술(converging technologies)'(의료기기와 HIT 간의 상호관계)을 헬스케어 기관들이 채택하는 것이 증가하고 있기 때문에 사용자들은 이러한 구현에 따라 발생하거나 영속화될 수 있는 안전상의 위험과 예방가능한 이상 상황을 염두에 두어야만 한다. 기술과 관련된 이상상황은 모든 포괄적인 기술시스템의 요소들과 연관될 수 있고 업무에러 또는 누락에러와 연관될 수 있다. 이러한 의도치 않은 이상 상황은 전형적으로 사람-기계 인터페이스 또는 기관/시스템 설계로부터 기원한다."라고 서술했다. Joint Commission은 하나의 예로써 United States Pharmacopeia MEDMARX database를 인용했는데, 거기에는 2006년 한해 동안 176,409건의 의약품오류 중 약 25%(43,372건)가 적어도 오류의 원인이 컴퓨터기술의 몇몇 측면과 관련되어 있었다.
영국의 National Health Service (NHS)는 헬스 소프트웨어의 배치와 사용과 관련된 임상적 위험성의 관리에 관한 2009년 문서에서 잠재적이고 실질적인 EHR이 원인인 의도되지 않은 결과의 특별한 예들을 보고했다.
2010년 2월, 미국 Food and Drug Administration (FDA) 메모에서, FDA는 EHR의 의되되지 않은 결과는 (1) errors of commission (EOC), (2) errors of omission or transmission (EOT), (3) errors in data analysis (EDA), (4) incompatibility between multi-vendor software applications or systems (ISMA)에 기인하기 때문에 EHR과 관련된 의료오류를 포함한다고 하였고, 예들을 인용하였다. 메모에서 FDA는 또한 "H-IT 안전 이슈들에 대한 의무적인 보고 강제조항의 부재는 의료기기 보고(medical device reports(MDR)의 숫자를 제한하고 실제 문제들과 의미들을 포괄적으로 이해하는데 방해한다"고 지적하였다.
2010년, American Medical Informatics Association(AMIA)의 이사회 성명서는 EHR과 관련된 환자안전, 투명성, 구매자 및 사용자를 위한 윤리교육, 모범사례의 적용, 전자건강 애플리케이션의 규제에 대한 재검토에 대한 권고사항을 포함하였다. 이익충동과 개인정보보호 문제와 같은 구체적인 이슈들을 넘어서, 의료인-환자 관계가 전자적인 중재에 의해 영향을 받을 수 있다는 것에 대한 문제제기가 있다.
구현단계 중에, 헬스케어 전문가들이 겪는 인지 부하는 그들이 새로운 시스템에 적용해감에 따라 상당히 증가할 수 있다.
결과적으로, 많은 연구자들이 미국의료정보학회 저널의 "The Extent And Importance Of Unintended Consequences Related To Computerized Provider Order Entry"에서 논의된 것과 같은 연구들을 수행해왔는데, 그것은 오더입력시스템(computerized physician order entry, CPOE)과 관련된 계획되지 않은 이상결과의 정도와 심각성을 이해하고, 어떻게 이상상황을 해석하는가를 이해하고, 오더입력시스템의 전반적인 성공을 위한 관리의 중요성을 이해하려는 것이다.

## 거버넌스, 개인정보보호 그리고 법적 이슈들

### 개인정보보호 문제들
미국과 영국, 독일에서 헬스케어 데이터의 국가집중모델 개념은 거의 받아들여지지 않았다. 그러한 모델에서 개인정보보호와 보안 이슈는 문제가 되어왔다.
European Union (EU)에서, 헬스케어의 목적의 개인데이터의 프로세싱을 포함한 것을 보호하기 위한 2016년 유럽의회와 이사회의 규정인 새로운 즉각적인 구속력있는 문서인 General Data Protection Regulation가 통과되었고, 2018년부터 효력을 갖게되었다.
헬스케어 정보에 대한 위협은 세 가지의 주제어로 분류될 수 있다:
- 고용자 또는 해커와 같은 사람 위협
- 지진, 허리케인, 화재와 같은 자연적 그리고 환경적인 위협
- 시스템 사고와 같은 기술 실패

이러한 위협들은 내부적, 외부적, 고의적, 고의가 아닌 것일 수 있다. 그러므로 이러한 특별한 위협에 대비하고 있는 건강정보시스템 전문가들을 찾아 환자의 건강정보를 보호하는 방법들을 논의해야 할 것이다. 스페인같은 국가들에서 보안에 대한 인식이 부족한 헬스케어 전문가들이 있다는 것이 발견되었다. 미국의 법률인 Health Insurance Portability and Accountability Act (HIPAA)는 이러한 위협의 피해를 줄이기 위한 프레임워크를 개발해왔는데, 이것은 포괄적이지만 상이한 기술에 액세스할 수 있을 수 있는 헬스케어 전문가들의 선택을 제한할 만큼 그렇게 구체적이지 않다.
Personal Information Protection and Electronic Documents Act (PIPEDA)는 캐나다 국왕의 재가를 받아 2000년 4월 13일에 개인정보의 사용, 공개, 수집에 대한 규정을 만들었다. 개인정보는 디지털이 아닌 형태와 전자형태 모두를 포함한다. 2002년 PIPEDA는 법률시행 Stage 2에서 헬스영역까지 확대되었다. 이 법률이 적용되지 않는 네 개의 지역(Alberta, British Columbia, Ontario, Quebec)이 있는데, 이 지역들의 개인정보보호 법률이 PIPEDA와 유사하다고 생각되기 때문이다.

### 법적 이슈들

#### 책임성
모든 헬스케어의 측면에서의 법적 책임성은 1990년대와 2000년대에 증대되는 문제였다. 미국에서 인구 1인당 변호인의 증가와 불법시스템(tort system)의 변화가 헬스케어의 모든 측면에서의 비용의 증가의 원인이 되었고 헬스케어 기술 또한 예외가 아니었다.
EHR 시스템의 설치 또는 이용 중에 발생하는 실패 또는 손상은 소송에서의 위협으로 다가왔다. 비슷하게, 전자건강기록의 구현이 상당한 법률적 위험성을 동반한다는 것을 인식하는 것은 중요하다.
이 책임성 문제는 소규모 EHR 시스템 개발업체에게는 특별한 문제였다. 더 작은 몇몇 회사는 지역적인 책임성 차이로 시장을 포기하도록 강요받을 수도 있었다. 규모가 큰 EHR 제공자 (또는 정부지원을 받는 EHR 제공자)는 법적 공방을 더 잘 막아낼 수 있을 것이다.
환자방문에 대한 전자문서와 데이터가 환자진료를 향상시킨다는 것에는 이견이 없지만, 그러한 문서가 의료인에게 의료과실소송 발생을 증가시킬 수 있는 가능성을 열어줄 수 있다는 증가하는 우려가 있다. 의료인에게 제공하는 경고신호를 꺼버리는 것, 드롭다운 메뉴에서 선택하는 것, 서식의 사용은 의료인이 환자의 과거 병력이나 약물복용력을 완벽하게 검토하는 것을 지나치도록 할 수 있어 중요한 데이터를 놓치게 한다.
또다른 잠재적인 문제는 전자시간기록(electronic time stamp)이다. 많은 의료인들은 환자기록을 업데이트할 때마다 EHR 시스템이 전자시간기록을 생성하고 있다는 것을 모르고 있다. 의료과실청구가 법정으로 가게된다면, 조사과정을 통해서 검사는 환자의 전자기록내에서 입력된 모든 상세한 기록을 요청할 수 있다. 일과 끝까지 환자기록을 미루고 환자방문 후에 기록을 제대로 추가하는 것은 이러한 일처리가 덜 정확한 환자데이터를 만들거나 또는 불법적으로 환자의 기록을 수정하려는 의도를 나타낼 수도 있다는 점에서 문제가 될 수 있다.
몇몇 커뮤니티에서, 병원들은 병원 소프트웨어의 할인된 버전을 로컬 헬스케어 제공자에게 제공함으로써 EHR 시스템을 표준화하려는 시도를 하고 있다. 이런 경우에 병원이 선호하는 방식으로 커뮤니티병원 제공자를 지원하지 못하도록하는 Stark rules를 위한함으로써 문제가 발생하게 된다. 그러나 2006년 Stark rule에 예외사항이 법률로 제정되었고 병원이 소프트웨어와 교육을 커뮤니티 제공자에게 제공하는 것이 허용되어 이러한 법률적 제약이 거의 제거되었다.

#### 법적 상호운용성
경계를 넘나드는 EHR 구현 유즈케이스에서, 추가적인 법적 상호운용성 이슈가 있다. 서로 다른 국가들은 전자건강기록의 컨텐츠 또는 사용에 대한 상이한 법적 요구사항을 가질 수 있는데, 이것은 문제의 EHR 구현 상의 기술적 구조의 근본적인 변경을 요구할 수도 있다. (특히 기본적인 법률적 불일치가 관련될 때) 이러한 이슈를 탐색하는 것은 종종 경계를 넘나드는 EHR 솔루션을 구현할 때 필요하다.

## UN의 기여
United Nations의 World Health Organization (WHO) 행정부는 의도적으로 표준화된 의무기록의 뷰와 개인건강기록에 기여하지 않는다. 그러나 WHO는 개도국을 위해 최소한의 요구사항 정의에 기여하고 있다.
그러나 유럽연합이 인증하는 표준화기구인 국제 표준화 기구 (ISO)는 여러 표준들을 제정해왔다. 예들 들어, ISO 18308:2011 Health informatics — Requirements for an electronic health record architecture과 ISO/HL7 10781:2015 [-,HL7]
Health Informatics — HL7 Electronic Health Records-System Functional Model, Release 2 (EHR FM) 등이 있다.

## 의료데이터 유출
유럽 내의 대다수 국가들은 전자건강기록의 개발과 구현을 위한 전략을 가지고 있다. 이것은 심지어 낮은 수준의 개인정보보호를 가진 국가들이라도 수많은 이해당사자들에 의해 건강기록을 더 많이 액세스한다는 것을 의미한다. 앞으로 구현될 Cross Border Health Directive와 모든 건강기록을 중앙에 집중하려는 EU Commission의 계획은 헬스케어 조직과 정부가 전자적으로 데이터를 관리한다고 신뢰할 수 없으며 더 큰 위협에 노출할 것이라고 믿고있는 EU 대중들에게 제일 중요한 관심사이다.
중앙에 집중화된 전자건강기록시스템에 대한 생각은 정부가 시스템 사용을 확장하여 그 목적을 넘어설 수도 있다는 걱정을 하는 대중에 의해 거의 받아들여지지 않았다. 또한 민감한 헬스케어 정보가 엉뚱한 사람의 수중에 들어갈 수도 있는 개인정보누출에 대한 위험성도 있다. 몇몇 국가들은 의료정보가 전자적으로 공유되기 때문에 보안과 기밀성을 보호하고 환자에게 자신의 의무기록을 감시할 수 있는 중요한 권리를 부여하며 건강정보의 분실이나 승인되지 않은 획득에 대한 알림을 받기위해 마련되어야 할 안전보장장치를 요구하는 법을 제정했다.

### 누출 알림
개인의 데이터누출 알림의 목적은 원치 않는 누출의 효과를 제한하고 기관이 데이터의 기밀성을 보호하기 위해 기반구조의 보안을 향상시킬 수 동기를 부여하고 개인들이 필요한 조치를 취할 수 있게하여 개인들을 보호하는 것이다. 미국 법률은 엔터티들에게 개인들에게 누출 상황을 알리는 것을 요구하는데, EU 지시는 누출이 개인의 개인정보보호에 부정적인 영향을 줄 것 같은 때에만 현재 누출 알림을 요구하며 따라서 누출이 개인정보보호 상에 평판 또는 재정적 피해 또는 이상영향을 줄 것인지를 평가하기가 어렵다.
EU의 누출알림 법률은 보호된 건강정보의 의도하지 않은 획득 또는 액세스, 사용 그리고 선량한 믿음하에 의도하지 않은 공개를 예외로 하는 미국 법률과 다르게 소수의 예외사항을 함께 더 좋은 개인정보보호 안전보호장치를 제공한다.

## 기술적 이슈

### 표준
- ASC X12 (EDI) – 환자데이터를 전송하기위한 트랜잭션 프로토콜. 청구(billing) 데이터의 전송용으로 미국에서 인기가 있음.
- CEN의 TC/251는 다음과 같은 유럽 내의 EHR 표준을 제공한다:
  - EHR Communication (EN 13606), EHR 정보의 커뮤니케이션 표준
  - CONTSYS (EN 13940), 진료의 연속성 기록의 표준화를 지원.
  - HISA (EN 12967), 임상정보환경에서 시스템 간의 커뮤니케이션을 위한 서비스 표준
- Continuity of Care Record – ASTM 국제 진료의 연속성 기록 표준
- DICOM – NEMA (National Electrical Manufacturers Association)가 지원하는 영상의학 (그리고 다른) 이미지기반 데이터를 표현하고 전송하기위한 국제 커뮤니케이션 프로토콜 표준
- HL7 – 전자건강정보의 교환, 통합, 공유, 검색을 위한 표준
- Fast Healthcare Interoperability Resources (FHIR) – HL7에서 개발한 차세대 헬스케어 데이터 교환을 위한 표준
- ISO – ISO TC 215는 EHR을 위한 국제표준을 제공한다. ISO 18308은 EHR 아키텍처를 기술한다
- xDT – 독일공공보건시스템에서 사용되는 의료목적을 위한 데이터교환포맷 묶음.

미연방정부는 전자건강기록에 대한 새로운 법률을 공표했다.

#### 개방 명세
- openEHR: 건강 정보학의 개방 표준 명세서이며, 전자건강기록(Electronic Health Record, EHR) 내의 건강 데이터의 관리와 저장, 검색, 교환에 대해 기술.
- Virtual Medical Record: 임상의사결정지원시스템과 인터페이싱을 위한 HL7 모델.
- SMART (Substitutable Medical Apps, reusable technologies): 헬스케어 애플리케이션을 위한 표준을 제송하기위한 개방 플랫폼 명세.[81]

#### 공통 데이터 모델
Common Data Model (CDM)은 여러 소스(예. 여러 EHR 시스템)의 데이터를 어떻게 결합할 것인가를 기술하는 명세이다. 많은 CDMs는 관계형모델을 사용한다 (예. OMOP CDM). 관계형 CDM은 테이블과 테이블 컬럼의 이름을 정의하고 어떤 값이 유효한지를 제한한다.
- Sentinel Common Data Model: 2008년 미국 Food and Drug Administration의 Mini-Sentinel로 시작되어 Sentinel Initiative에서 사용됨.
- OMOP Common Data Model: 여러 기관의 전자건강기록 데이터, 의료청구데이터 또는 다른 헬스케어 데이터를 어떻게 통합된 방식으로 결합하고 질의할 수 있는가를 정의한 모델. Observational Health Data Sciences and Informatics 컨소시움에서 관리하고 있음.
- PCORNet Common Data Model: 2014년에 처음 시작되었고, PCORI와 People-Centered Research Foundation에서 사용.
- Virtual Data Warehouse: 2006년에 HMO Research Network에서 처음 시작되었고, 2015년 이후 Health Care System Research에서 사용.

#### 커스터마이징
각 헬스케어 환경은 종종 상당히 다르게 기능한다. "하나로 모든 것을 해결하는(one-size-fits-all)" EHR 시스템을 만드는 것은 어렵다. 많은 1세대 EHR은 일차의료의 의료인을 요구를 맞추기위해 설계되어, 특정 전문과들을 거의 만족시키지 못한다.
이상적인 EHR 시스템은 기록 표준화를 지원하게 되겠지만 각 의료제공자 환경에 맞출 수 있는 인터페이스를 지원하지는 못한다. EHR 시스템의 모듈화는 이것을 촉진한다. 많은 EHR 회사는 커스터마이징을 제공하는 업체를 고용한다.
이러한 커스터마이징이 종종 가능한데 의료인의 입력인터페이스는 거의 이전에 사용하던 종이형식과 비슷하게 된다
동시에 커스터마이징되지 않은 EHR 시스템을 이용할 때 커뮤티케이션 상에 부정적 영향, 초과근무시간 증가, 기록의 누락을 보고했다. 소프트웨어가 발표될 때 이것을 커스터마이징하는 것은 사용자에 적용되고 기관에 특화된 워크플로우에 맞춰지기 때문에 최상의 잇점을 보여준다.
커스터마이징에도 단점이 있을 수 있다. 물론 커스터마이징된 시스템을 구현할 때 초기에 더 많은 비용이 든다. 구현팀과 헬스케어 제공자 모두 워크플로우 요구사항을 이해하는데 더 많은 시간을 할애해야만 한다.
이로한 인터페이스와 커스터마이징의 개발과 유지 또한 많은 소프트웨어 구현 및 유지 비용을 유발할 수 있다.

### 기록의 장기적인 보존과 저장
전자건강기록을 개발하는 프로세스에서 중요한 고려사항은 그 기록의 장기보존 및 저장을 계획하는 것이다. 이 분야는 EMR을 저장하는 시간의 길이, 미래 접근가능성과 기록보관 데이터와 아직 개발되지 않은 검색시스템과의 호환성 보증하는 방법 그리고 어떻게 보관기록의 물리 및 가상의 보안을 보장할 것인가에 대한 동의가 필요할 것이다.
그리고 전자건강기록의 장기저장에 대한 고려사항들은 언제라도 기록이 진료장소에 따라 시간순으로 통합되어 사용될 수도 있다는 가능성에 의해 복잡해지게 된다. 기록은 다중의 독립적인 엔터티들에 의해 생성, 사용, 수정 및 보여질 수 있는 잠재적을 가지고 있다. 이러한 엔터티는 일차의료인, 병원, 보험회사 및 환자등을 포함하지만 여기에 한정되지는 않는다. Mandl 등은 "이러한 기록의 구조와 소유권에 대한 선택은 환자정보의 접근가능성과 개인정보보로에 중대한 영향을 줄 것"이라고 보고했다.
개별 전자건강기록의 필요한 보존기간은 국가와 주 법률에 의존할 것이고, 이것은 시간에 따라 변할 것이다. Ruotsalainen 와 Manning는 전형적인 환자 데이터의 보존시간은 20년과 100년 사이로 다양함을 발견했다. 어떻게 EHR 기록보관이 기능할 수 있는지에 대한 예에서, 그들의 연구는 "상이한 EHR시스템으로부터 건강데이터를 받고 오랜동안 관련된 메타정보와 함께 데이터를 저장하며 EHR 데이터 객체를 분산하는 trusted notary archive (TNA)을 기술하였다. TNA는 XML형식으로 객체를 저장할 수 있고 이벤트 기록, 시간기록의 도움으로 저장된 데이터의 무결성을 증명할 수 있으며 전자서명을 기록보관할 수 있다"라고 하였다.
Ruotsalainen 와 Manning가 기술한 TNA 기록보관에 더해서, EHR 시스템과 기록보관시스템의 다른 결합도 가능하다. 또 시스템과 시스템의 기록보관의 설계와 보안에 대한 전반적인 요구사항은 다양할 것이고 반드시 시간과 장소에 따른 윤리적 법률적 원칙 하에서 기능해야한다.
얼마나 오랜동안 EHR이 유지되어야 하는지 현재는 정확하게 알 수 없지만, 이것은 시간의 길이가 일반적인 종이기록보다는 길어야하는 것은 확실하다. 정보입력에 사용되는 프로그램과 시스템은 기록보관 데이터를 검사하기 원하는 사용자가 이용하지 못할 수도 있다. 미래시스템에서 데이터의 장기간의 접근가능성과 사용편이성의 문제에 대해 제안할 수 있는 한가지 솔루션은 XML 언어와 같이 시간에 따라 변하지 않는 방식으로 정보필드를 표준화하는 것이다. Olhede와 Peterson는 "기본 XML 형식은 유럽에서 Spri 프로젝트에서 예비 검사 중이며 EU 목적에 적합함을 알았다. Spri는 Sweden National Board of Health and Welfare와 the Swedish National Archive가 EHCR (Electronic Health Care Record) 정보를 위한 기록보관형식으로 XML의 사용을 고려하는 지시를 발표하도록 권고했다"라고 보고했다.

### 기록의 동기화
두 개의 상이한 기관에서 진료서비스가 제공될 때, 두 장소에서 협동하는 방식으로 기록을 업데이트하는 것은 어려울 수 있다. 두 모델은 이 문제를 해결하기 위해 사용되어왔다: centralized data server solution와 (다른 peer-to-peer networks을 위한 개발된) 피어-투-피어 file synchronization 프로그램. 그러나 분산저장모델을 위한 동기화프로그램은 기록 표준화가 발생할 때에만 유용하다. 이미 존재하는 공공보건데이터베이스의 통합은 공통적인 소프트웨어 문제이다. 이러한 기능을 제공하는 전자건강기록의 능력은 핵심 잇점이며 헬스케어 전달을 향샹시킬 수 있다.

## e헬스와 원격영상의학
헬스케어기관과 IT시스템 간에 환자정보 공유는 "지점-대-지점(point-to-point)" 모델에서 "다지점-대-다지점(many-to-many)" 모델로 변화하고 있다. 유럽위원회는 e-헬스 시스템의 국가간 상호운용성을 촉진하는 것과 www.epsos.eu 프로젝트에서처럼 잠재적인 법적장애물을 제거하는 움직임을 지원하고 있다. 전세계적 공유 워크플로우를 허용하기 위해서, 연구들을 읽을 때 열쇠가 잠기고 읽기가 완료되면 열쇠가 풀리고 업데이트된다. 영상의학자는 다중의 헬스케어 기관에 서비스를 제공할 수 있고 거대한 지리적 영역에서 읽고 보고할 수 있게되면서 업무량을 조율할 수 있게 된다. 가장 큰 문제는 상호운용성과 법률적 명확성이다. 몇몇 국가에서 원격영상의학이 거의 금지되어 있다. 언어의 다양성은 문제이고 모든 해부학적 영역에 대한 다중언어 리포팅 템플릿을 아직은 이용할 수 없다. 그러나 e-헬스와 원격영상의학을 위한 시장은 어떠한 법률이나 규정보다 더 빠르게 진화 중이다.

## 유렵연합: 국가간 헬스케어에서 환자의 권리에 대한 지시 2011/24/EU
유럽위원회는 2020년까지 유럽 어디에서나 모든 유럽인들이 온라인 의무기록에 접근할 수 있게 함으로써 디지털경제를 활성화하길 원한다. 2013년에 구현될 것으로 예정되었던 새로 제정된 국가간 헬스케어에서 환자의 권리에 대한 지시 2011/24/EU과 함께 중앙집중적인 유럽건강기록시스템이 2020년 전에 실현되는 것은 피할 수 없다. 그러나 중앙집중적인 초국가적 중앙서버라는 개념은 중앙장소에 전자의무기록을 저장한다는 문제를 야기한다. 기록시스템에 의한 개인정보보호 위협은 핵심 문제이다. 국가간 상호운용가능한 전자건강기록시스템은 더 광범위한 사람들이 기밀데이터에 더 쉽고 빠르게 접근할 수 있게 되고, 상이한 소스로부터 생애에 걸친 건강과 관련된 개인데이터의 편집본에 더 많이 접근할 수 있게됨으로써 건강과 관련된 개인데이터가 우연히 노출되거나 비인가된 사람들에게 쉽게 배포되는 위험성이 증가한다.

## 튜링테스트
Communications of the ACM에 출판된 한 레터는 합성된 환자인구의 개념을 기술하고 합성된 환자와 실제 환자 간의 차이를 평가하는 튜링테스트의 변형을 제안하였다. 레터는 다음과 같이 기술했다: " EHR 컴텍스트에서 사람인 의사가 합성으로 만든 환자와 실제 살아있는 인간인 환자를 구분할 수 있지만 이러한 결정을 스스로 하는 지능을 기계에게 줄 수 있을까?" 그리고 좀 나아가 "합성된 환자의 식별이 공공보건 문제가 되기전에, 튜링테스트와 비슷한 기술을 더 높은 데이터 신뢰성 및 진단가치를 보증하는데 적용함으로써 합법적인 EHR 시장이 잇점을 누릴 수 있다. 어떠한 새로운 기술이라도 반드시 환자의 이질성을 고려해야하고 그것은 Allen의 8학년 과학테스트보다 더 복잡할 수 있다."라고 기술했다.

## 같이 보기
- 의료정보학
- 병원정보시스템
- 의학촬영
- 진료 기록
- 개인 건강 기록
- 의료영상저장전송시스템
- 솔리드 프로젝트